# Insuficiência respiratória
O termo insuficiência respiratória, em medicina, é usado para descrever a troca inadequada de gases pelo sistema respiratório, resultando numa incapacidade de manter os níveis de oxigênio e dióxido de carbono arteriais dentro dos níveis normais. A baixa oxigenação é denominada como hipoxemia e um aumento dos níveis sanguíneos de dióxido de carbono denomina-se hipercapnia.
Pode ser dividida em Insuficiência respiratória aguda e Insuficiência respiratória crônica, dependendo da velocidade de instalação.

## Classificação
A insuficiência pode ser classificada entre:
- Tipo I (hipoxêmica): pressão parcial de oxigênio (PaO2) é menor a 60 mmHg;
- Tipo II (hipercápnica): quando a pressão parcial de dióxido de carbono (PaCo2) é maior a 50 mmHg.
- Tipo III: pós-operatória: geralmente de cirurgias abdominais e torácicas
- Tipo IV: associada a quadros de choque circulatório

### Insuficiência Respiratória Tipo I
É também conhecida como insuficiência alveolocapilar é caracterizada por hipoxemia, quando o a Pa02 é menor que 60 mmHg, no entanto a ventilação está normal, ou seja, o nível de PaCo2 está normal ou baixo. É a forma mais comum de IRP e podem estar associadas a todas as doenças que colapsem as unidades alveolares.
Algumas causas: Asma, hipertensão pulmonar, fibrose pulmonar, bronquiectasia.
Pode-se diferenciar a IRP Tipo I em duas:
1. Distributiva - Ocorre quando há uma desigualdade na relação Ventilação/Perfusão, tanto para mais quando para menos.
2. Difusional - Ocorre quando o fenômeno de difusão está comprometido, podendo ser causada por aumento da espessura da barreira alveolocapilar, diminuição da área de troca gasosa, ou ainda pela diminuição da diferença da pressão parcial de oxigênio entre alvéolo e o sangue capilar pulmonar.

### Insuficiência Respiratória Tipo II
É caracterizada por hipoventilação, ou seja, aumento da PaCo2 para mais de 45 mmHg, devido a falência respiratória. A hipoxemia é comum em pessoas com IRP tipo 2 que estejam respirando em ar ambiente. A diminuição da ventilação alveolar pode ser causada por redução do volume-minuto ou por aumento do espaço morto, sendo que a redução do volume minuto pode ser observada principalmente nas doenças neuromusculares e na depressão do sistema nervoso central e o aumento do espaço morto pode ser observada, principalmente, na enfisema pulmonar, quando há perda de áreas pulmonares disponíveis para troca gasosa.
A IRP Tipo II pode ser divida em:
1. Neuromuscular - Ocorre quando algum dos componentes que integram o comando neuromuscular da ventilação está alterado, comprometendo a ventilação;
2. Restritiva -  se dá por limitação da biomecânica da caixa torácica, ou por perda da complacência do parênquima pulmonar;
3. Obstrutiva - ocorre por obstrução da via aérea por corpo estranho, tumores, edema, ou por outras causas que bloqueiem essas vias.

### Diferença entre IRP Tipo I e Tipo II
| Tipo I                   | Tipo II                 |
| ------------------------ | ----------------------- |
| Hipoxêmica               | Hipercapnica            |
| PaO2 < 60 mmHg           | PaO2 normal ou baixa    |
| PaCO2 normal ou baixa    | PaCo2 > 45 mmHg         |
| Efeito Shunt             | Efeito espaço morto     |
| Distúrbio alveolocapilar | Distúrbio de ventilação |

### Insuficiência Tipo III
Conhecida também como IRP pós-operatória, pois geralmente ocorre após cirurgias torácicas e abdominais, induzida pelos anestésicos. É causada por uma obstrução e colapso das vias aéreas (atelectasia), por pressão na parte externa do pulmão ou quando o ar escapa dos pulmões (pneumotórax). Mais comum em pacientes idosos, obesos, tabagistas ou com ascite.

### Insuficiência Tipo IV
Conhecido como IRP Circulatória, é causado pelo quadro de choque (cardiogênico, séptico e hipovolêmico), resultando na insuficiência na oferta de oxigênio aos principais órgãos e ao diafragma que, associado ao quadro de aumento de demanda metabólica, leva à sobrecarga da musculatura respiratória.
Alguns mecanismos da que envolvem a circulação podem estar alterados, acarretando déficits de remoção de CO2 ou principalmente, na entrega de O2 aos tecidos. O débito cardíaco pode estar diminuído, a concentração de hemoglobina pode estar reduzida e a capacidade de se ligar ao oxigênio estar comprometida.

## Sintomas
Independentemente da causa da insuficiência respiratória, os sintomas apresentam-se dentro das 24 ou 48 horas posteriores à lesão da seguinte forma:
- Taquicardia e Taquipneia
- Hipertensão
- cianose
- Falta de ânimo
- Sudorese
- Transtornos neurológicos[4]

## Classificação
A Insuficiência pode ser classificada quanto ao tempo de instalação e a condição clinica:
- IRP Hipercápnica aguda - pode se desenvolver em minutos a horas, sendo o pH menor que 7,35. Clinicamente, a pessoa apresenta dispneia importante com sinais de desconforto respiratório, com uso da musculatura acessória, batimento da asa do nariz;
- IRP Hipercápnica crônica - desenvolve-se ao longo de dias, permitindo tempo para a compensação renal e aumento de bicarbonato, desse modo, o pH é discretamente diminuído. Esse quadro é pouco perceptível e não altera de forma significativa a gasometria arterial, diferentemente da aguda, que é mais grave e altera de forma discrepante a gasometria. Alguns pacientes podem exacerbar o quadro e apresentar uma IRP Hipercapnica crônica agudizada, com sinais e sintomas do quadro agudo;
- IRP Hipoxêmico aguda e crônica - não pode ser facilmente detectados baseando-se apenas na gasometria e o quadro clínico é mais intenso na forma aguda assim como a hipercapnica.

## Causas
- Disfunção pulmonar
  - Asma
  - Enfisema

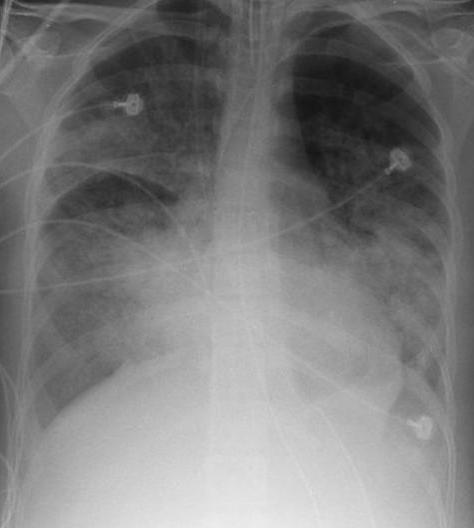
Raio-x torácico mostrando paciente com Síndrome do Desconforto Respiratório Agudo (SDRA).

  - Doença pulmonar obstrutiva crónica
  - Pneumonia
  - Pneumotórax
  - Trauma pulmonar[5]
  - Hemotórax
  - Síndrome do desconforto respiratório agudo
  - Fibrose cística

- Disfunção cardíaca
  - Edema pulmonar
  - Acidente vascular cerebral
  - Arritmia
  - Insuficiência cardíaca congestiva
  - Valvulopatia

- Outras
  - Fadiga pulmonar devido a prolongada taquipneia na acidose metabólica
  - Intoxicação com drogas que reduzem a frequência respiratória (exemplo: morfina, benzodiazepinas, álcool).
  - Doença neurológica  (exemplo: polineuropatia desmielinizante ou lesão de nervo frênico)
  - Problemas neuromusculares (Síndrome de Guillain-Barré, miastenia gravis ou botulismo)
  - Deformidade severa (exemplo: espondilite anquilosante)
  - Necrólise tóxica

## Tratamento

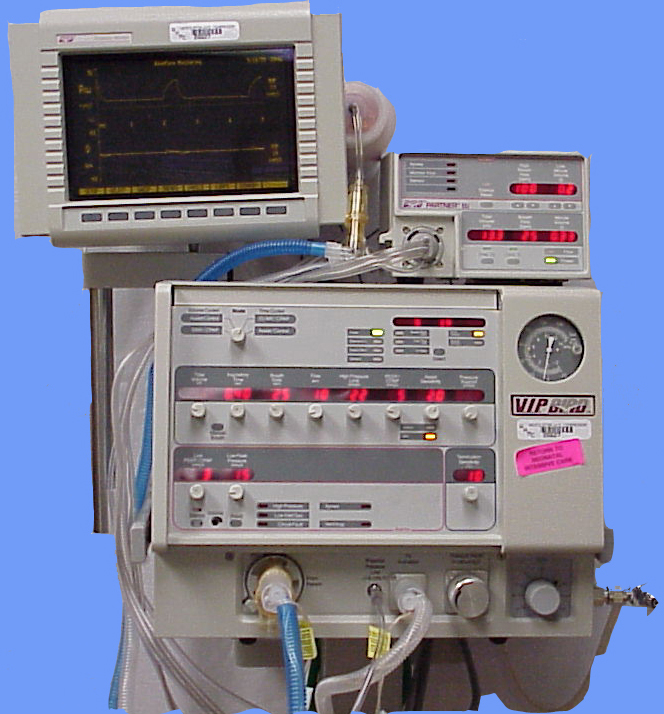
Ventilador Mecânico

O tratamento de emergência segue os princípios da ressuscitação cardiopulmonar. O tratamento da causa subjacente é necessário intubação endotraqueal e ventilação mecânica podem ser necessários. Estimulantes respiratórios como o doxapram podem ser usados, e se a insuficiência respiratória resultou de uma  overdose de drogas sedativas como opioides ou benzodiazepinas, então um antídoto como a naloxona ou flumazenil deverá ser usado.
Pode ser utilizado a ventilação, por meio de suporte de pressão positiva nas vias aéreas.